# 3727-es busz
A 3727-es jelzésű autóbuszvonal Miskolc, Onga, Gesztely és a Hernádnémeti-Bőcs vasútállomás között húzódó regionális vonal, amelyet a Volánbusz Zrt. üzemeltet.

## Útvonala
A miskolci autóbusz-állomásról indul. A 3-as főúton halad Szikszó felé, a vonal 4. kilométerénél elhagyja a megyeszékhelyet. Felüljárón átmegy rajta az M30-as autópálya, nemsokkal később egy körforgalomban a munkanapi indítás Arnót irányába kanyarodik, egy kört tesz a faluban. Útját a 37-es főúton folytatja, minden esetben kitér Ongára, a hétköznapi itt is végállomásozik. A hétvégén közlekedő Szerencs felé hajt tova, legközelebb az összenőtt Gesztelyre és Hermádkakra érkezik, előbbit érinti először, majd utóbbi központjába tart, utána a vele szintén összenőtt Hernádnémeti következő célpontja, legvégül a Bőcs területén és a Borsodi Sörgyár szomszédságában elhelyezkedő Hernádnémeti-Bőcs vasútállomáson végállomásozik.
Ellentétes irányban nincs indítása.

## Közlekedése
2021 során, a vonalat érintő ütemes menetrendet vezettek be.
Indításszáma naponta egy darab, odairányban, azok közül a munkanapi rövidített útvonalon. Kilométerei több autóbuszéból állnak össze, ezek az alábbiak: 3706, 3724, 3730, 3731.
| Viszonylat                                  | Indításszám | Közlekedési rend |
| ------------------------------------------- | ----------- | ---------------- |
| Miskolc, aut. áll. ➝ Onga, kultúrház        | 1 oda       | munkanapokon     |
| Miskolc, aut. áll. ➝ HHernádnémeti-Bőcs vá. | 1 oda       | hétvégén         |

## Megállóhelyei
| 0                                   | Miskolc, autóbusz-állomás végállomás      | 0.0 km  | 1, 1G, 3, 3A, 4, 7, 11, 12G, 20, 20A, 24, 28, 32, 34G, 35, 43, 44, 45, 101B, 900, 914, 935 1050, 1053, 1369, 1370, 1372, 1373, 1374, 1375, 1376, 1377, 1380, 1381, 1383, 1384, 1410, 1411 3700, 3701, 3702, 3703, 3704, 3705, 3706, 3707, 3708, 3709, 3710, 3711, 3712, 3714, 3715, 3716, 3717, 3718, 3719, 3720, 3721, 3722, 3723, 3724, 3726, 3728, 3729, 3730, 3731, 3733, 3734, 3735, 3736, 3737, 3738, 3739, 3740, 3741, 3742, 3743, 3744, 3745, 3746, 3747, 3748, 3749, 3750, 3751, 3752, 3753, 3754, 3755, 3757, 3760, 3761, 3764, 3765, 3766, 3767, 3770, 3772, 3773, 3774, 3775, 3776, 3777, 4019 |
| 1                                   | Miskolc, Baross Gábor utca                | 1.5 km  | 7, 8 3706, 3710, 3712, 3715, 3716, 3717, 3718, 3719, 3720, 3721, 3722, 3723, 3724, 3726, 3728, 3729, 3730, 3731, 3733, 3734, 3735, 3736, 3737 |
| 2                                   | Miskolc, Szondi György utca               | 2.0 km  | 1, 1G, 3A, 7, 8, 12G, 14G, 20, 21, 21G, 30, 31, 32, 34G, 35, 35G, 101B, 900, 901, 935, Auchan 1 3706, 3710, 3712, 3715, 3716, 3717, 3718, 3719, 3720, 3721, 3722, 3723, 3724, 3726, 3728, 3729, 3730, 3731, 3733, 3734, 3735, 3736, 3737 |
| 3                                   | Miskolc, Fonoda utca                      | 2.3 km  | 7 3706, 3710, 3712, 3715, 3716, 3717, 3718, 3719, 3720, 3721, 3722, 3723, 3724, 3726, 3728, 3729, 3730, 3731, 3733, 3734, 3735, 3736, 3737 |
| 4                                   | Miskolc, Metro áruház                     | 3.3 km  | 7 3706, 3710, 3712, 3715, 3716, 3717, 3718, 3719, 3720, 3721, 3722, 3723, 3724, 3726, 3728, 3729, 3730, 3731, 3733, 3734, 3735, 3736, 3737 |
| 5                                   | Miskolc, Auchan áruház                    | 3.8 km  | 7, Auchan 1 3706, 3710, 3712, 3715, 3716, 3717, 3718, 3719, 3720, 3721, 3722, 3723, 3724, 3726, 3728, 3729, 3730, 3731, 3733, 3734, 3735, 3736, 3737 |
| Munkanapokon 1 alkalommal érintett. |                                           |         | |
| ∫                                   | Arnót, bejárati út                        | ∫       | 3706 |
| ∫                                   | Arnót, posta                              | ∫       | 3706 |
| ∫                                   | Arnót, Széchenyi utca                     | ∫       | 3706 |
| ∫                                   | Arnót, iskola                             | ∫       | 3706 |
| ∫                                   | Arnót, posta                              | ∫       | 3706 |
| ∫                                   | Arnót, bejárati út                        | ∫       | 3706 |
| 6                                   | Felsőzsolca, bejárati út                  | 6.3 km  | 3724, 3726, 3729, 3730, 3731 |
| 7                                   | Onga, Kodály Zoltán utca                  | 9.1 km  | 3724 |
| 8                                   | Onga, vasúti átjáró                       | 9.8 km  | 3724 személyvonat – Onga [90.] |
| 9                                   | Onga, kultúrház vonalközi végállomás      | 10.5 km | 3724 |
| 10                                  | Onga, vasúti átjáró                       | 11.1 km | 3724 személyvonat – Onga [90.] |
| 11                                  | Onga, Kodály Zoltán utca                  | 11.8 km | 3724 |
| 12                                  | Felsőzsolca, gyümölcsös                   | 13.7 km | 3726, 3730, 3731 |
| 13                                  | Csavaripari elágazás                      | 16.9 km | 3726, 3729, 3730, 3731 |
| 14                                  | Keleti Csúcsvízmű                         | 19.0 km | 3726, 3729, 3730, 3731 |
| 15                                  | Gesztely, Attila utca                     | 21.3 km | 3726, 3729, 3730, 3731 |
| 16                                  | Gesztely, Petőfi utca 12.                 | 22.3 km | 3726, 3730, 3731 |
| 17                                  | Gesztely, autóbusz-forduló                | 23.0 km | 3726, 3730, 3731 |
| 18                                  | Gesztely, Petőfi utca 12.                 | 23.7 km | 3726, 3730, 3731 |
| 19                                  | Gesztely, Attila utca                     | 24.7 km | 3726, 3729, 3730, 3731 |
| 20                                  | Hernádkak, Széchenyi utca                 | 25.0 km | 3726, 3729, 3730, 3731 |
| 21                                  | Hernádkak, Béke tér                       | 25.9 km | 3726, 3730, 3731 |
| 22                                  | Hernádkak, Kossuth út 5.                  | 26.5 km | 3726, 3730, 3731 |
| 23                                  | Hernádnémeti, Vörösmarty utca             | 27.9 km | 3731 |
| 24                                  | Hernádnémeti, Kossuth utca                | 28.8 km | 3731 |
| 25                                  | Hernádnémeti, Bajcsy-Zsilinszky utca      | 29.4 km | 3731 |
| 26                                  | Hernádnémeti, iskola                      | 30.0 km | 3731 |
| 27                                  | Hernádnémeti, Rákóczi utca 208.           | 30.7 km | 3731 |
| 28                                  | Hernádnémeti-Bőcs vasútállomás végállomás | 32.3 km | 3733, 3785 személyvonat – Hernádnémeti-Bőcs [80.] |